# Pseudobombax riopretensis
Pseudobombax riopretensis är en malvaväxtart som beskrevs av Pierfelice Ravenna. Pseudobombax riopretensis ingår i släktet Pseudobombax och familjen malvaväxter. Inga underarter finns listade i Catalogue of Life.